# Secrets of the Caribbean

Secrets of the Caribbean était un cartoon de la série Private Snafu réalisé par Chuck Jones et sorti en 1945.